# Ashton Moio
Ashton Moio (* 20. April 1992 in Van Nuys, Los Angeles) ist ein US-amerikanischer Schauspieler und Stuntman.

## Leben und Karriere
Ashton Moio wurde im April 1992 als Sohn eines Stuntman geboren. Durch den Beruf seines Vaters entdeckte auch Moio die Leidenschaft zu Stuntman und begann bereits als Kind damit. Er buchte die Pinecrest Schulen in Kalifornien. Er begann 2005 mit der Schauspielerei und hatte Gastrollen in Zoom – Akademie für Superhelden, Alle hassen Chris, Zoey 101, ICarly, Victorious und My Superhero Family. Außerdem war er Bassist in der US-amerikanischen Rockband Drive A. 
2012 war er als Jason, das männliche Tribut von Distrikt 6, in Die Tribute von Panem – The Hunger Games zu sehen. Anschließend erhielt Moio seine erste Serienhauptrolle. Er verkörperte von März 2013 bis April 2014 die Rolle des Rico in der ABC-Family-Mysteryserie Twisted. 2015 wird er als Hector in dem Horrorfilm Insidious: Chapter 3 zu sehen sein.
Bei den Dreharbeiten zur Fernsehserie Twisted lernte Moio Kylie Bunbury kennen, mit der er seit 2013 eine Beziehung führte.

## Filmografie
- 2005: Over There – Kommando Irak (Over There, Fernsehserie, Episode 1x08)
- 2006: Zoom – Akademie für Superhelden (Zoom)
- 2006: Dexter (Fernsehserie, Episode 1x04)
- 2007: Alle hassen Chris (Everybody Hates Chris, Fernsehserie, Episode 2x12)
- 2008: Zoey 101 (Fernsehserie, Episode 4x10)
- 2009: ICarly (Fernsehserie, Episode 2x07)
- 2010: Let Me In
- 2010: My Superhero Family (No Ordinary Family, Fernsehserie, Episode 1x04)
- 2010: Victorious (Fernsehserie, Episode 2x07)
- 2011: Rosewood Lane
- 2012: Navy CIS (NCIS, Fernsehserie, Episode 9x17)
- 2012: Die Tribute von Panem – The Hunger Games (The Hunger Games)
- 2012: The Newsroom (Fernsehserie, Episode 1x07)
- 2012: The 4 to 9ers (Fernsehfilm)
- 2012: BlackBoxTV (Fernsehserie, Episode 3x10)
- 2013: Criminal Minds (Fernsehserie, Episode 9x04)
- 2013–2014: Twisted (Fernsehserie, 20 Episoden)
- 2015: Battle Creek (Fernsehserie, Episode 1x06)
- 2015: Insidious: Chapter 3 – Jede Geschichte hat einen Anfang (Insidious: Chapter 3)
- 2015: Teen Wolf (Fernsehserie, 4 Episoden)